# Centro Cultural Domingo Faustino Sarmiento

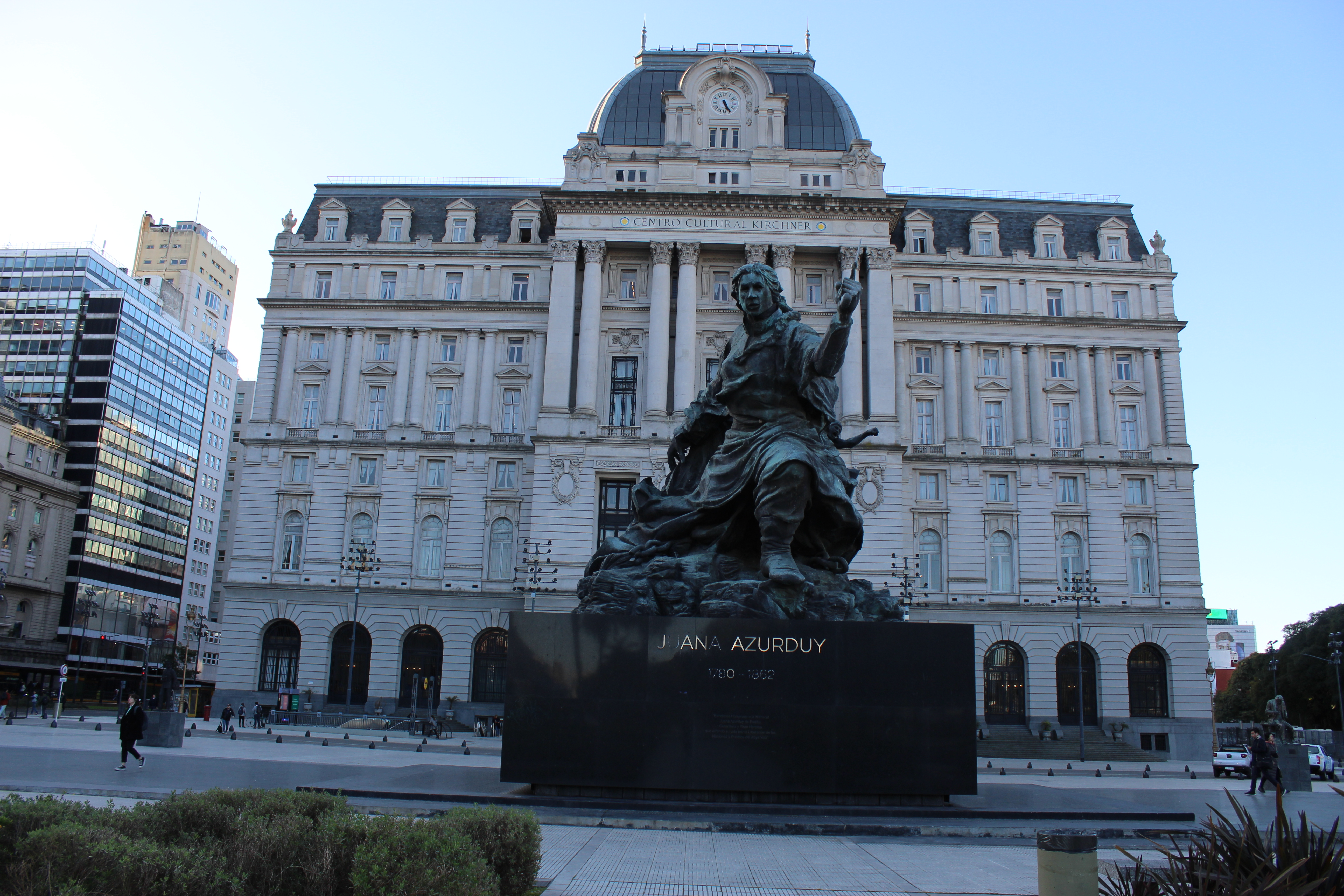
Monumento em homenagem a Juana Azurduy, uma das heroínas da independência da América espanhola, destacadamente o Rio da Prata. Ele está localizado em frente ao Centro Cultural Palacio Libertad Domingo Faustino Sarmiento, em Buenos Aires. Foi presente do governo boliviano ao governo argentino. Foto de 2023.

O Centro Cultural Domingo Faustino Sarmiento é o maior centro cultural da América Latina e o terceiro maior do mundo. Foi inaugurado em 21 de maio de 2015 e está instalado no antigo palácio sede do Correio Central de Buenos Aires.
O prédio, que teve seu projeto de construção aprovado em 1888 pelo presidente Miguel Juárez Celman, é classificado como um dos Monumentos Históricos Nacionais da Argentina pela sua arquitetura e obras de arte existentes no local. Teve como arquiteto o francês Norbert Maillart.
O espaço possui nove andares, e conta com uma sala de concertos; 5 auditórios para teatro e concertos; 18 salas para leituras de poesia, arte performática e outros eventos; 40 salas de galerias de arte e história, totalizando 15.000 metros quadrados em seis andares; 16 salas de ensaio; e dois terraços na cobertura.
Em maio de 2024, o porta voz presidencial do governo Javier Milei anunciou que tinha intenções de mudar o nome do local para Palácio Liberdade (Palácio Libertad em espanhol).  Em 10 de outubro de 2024, o nome do centro cultural foi finalmente alterado oficialmente e passou a se chamar Centro Cultural Palacio Libertad Domingo Faustino Sarmiento.

## História
A necessidade de um novo prédio dos correios em Buenos Aires foi levantada pela primeira vez em 1888, pelo diretor do Correo Argentino na época, Ramón J. Cárcano. Nesse mesmo ano, um projeto de lei do Congresso que previa a sua construção foi assinado pelo presidente Miguel Juárez Celman. O Ministério das Obras Públicas designou um terreno de 12.500 m² na esquina das avenidas Leandro Além e Corrientes para a construção do prédio, e encomendou o arquiteto francês Norbert Maillart para a sua concepção.

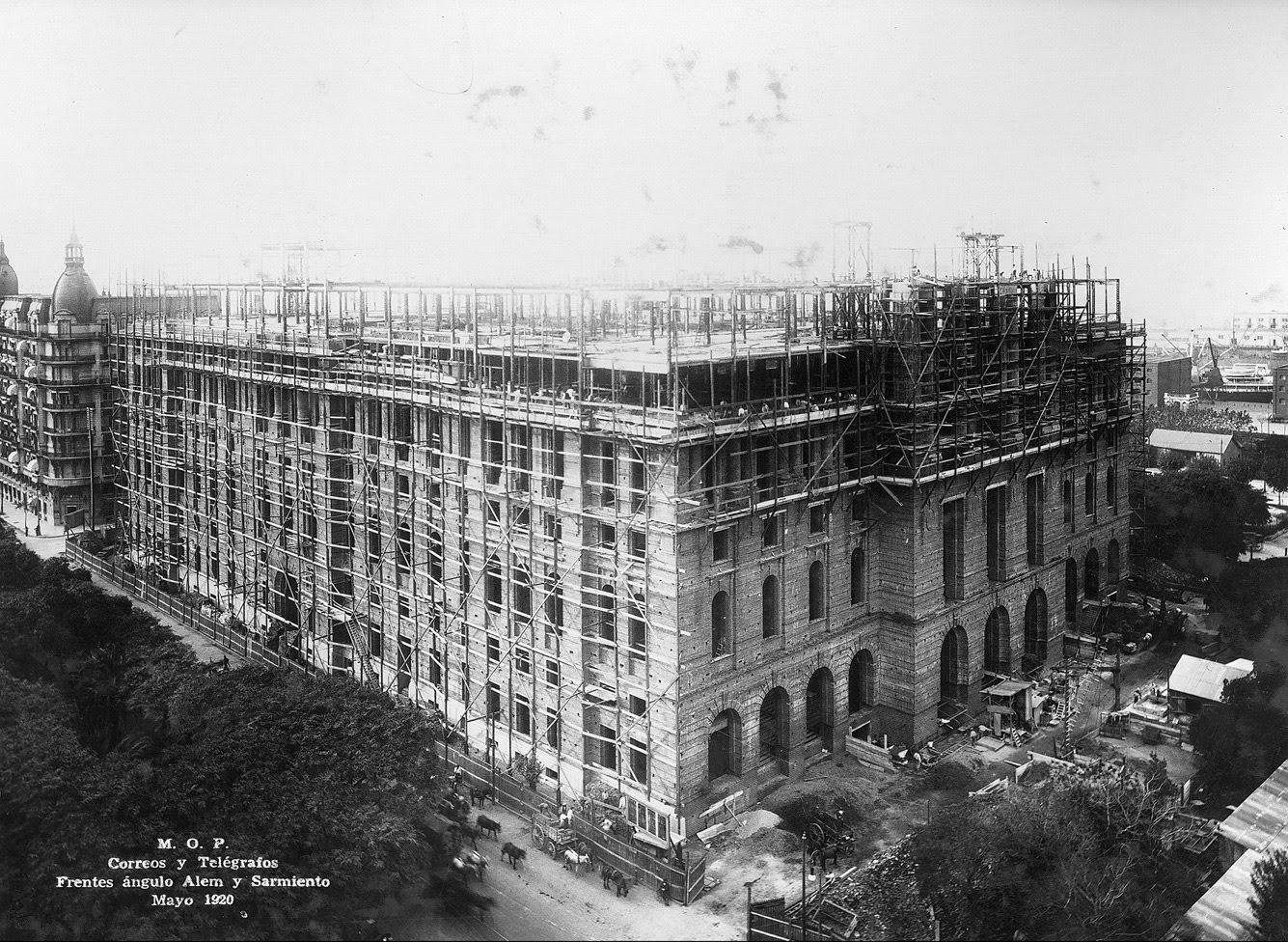
O prédio durante sua construção (1920).

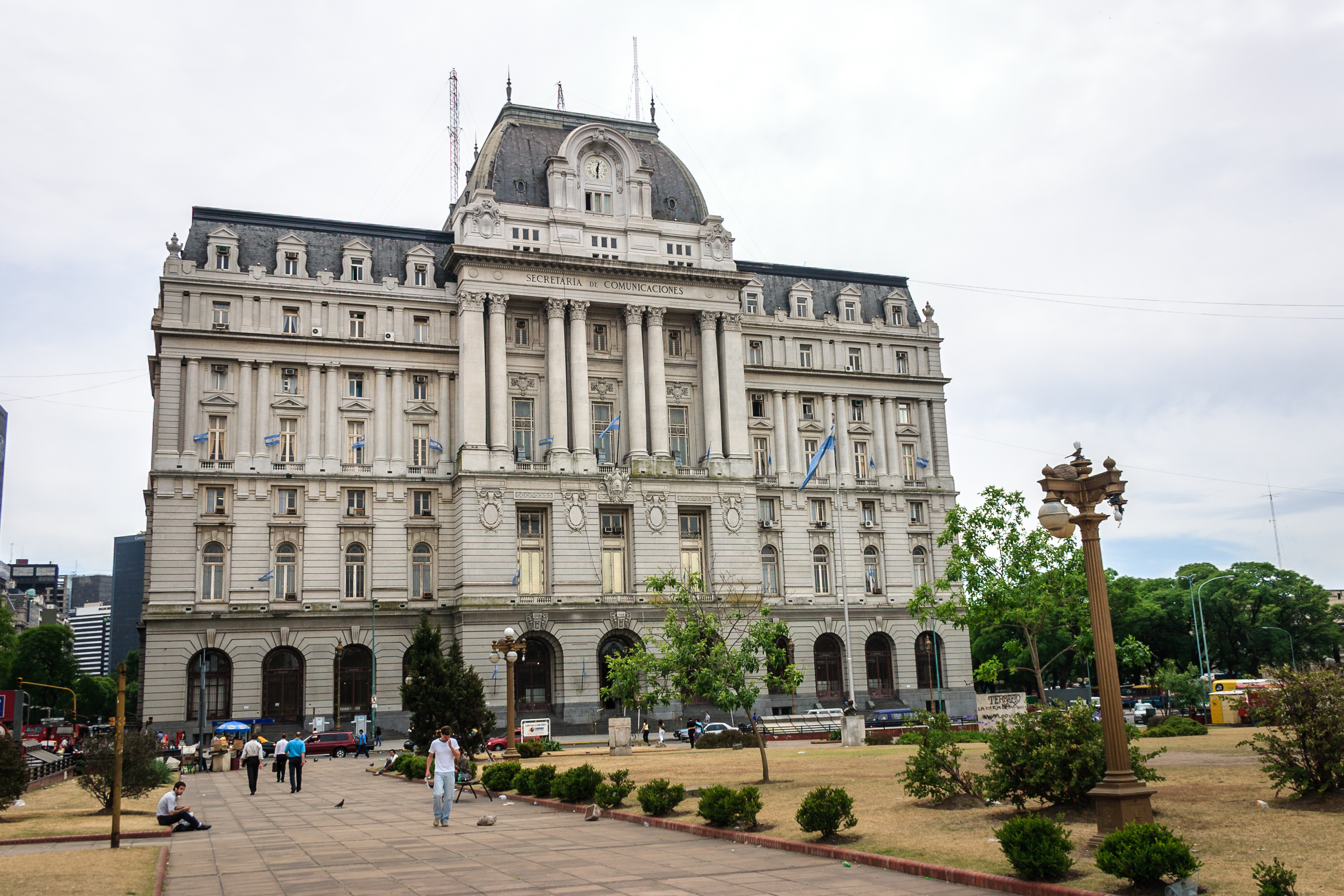
A Praça do Correio em 2005.

Durante o boom automobilístico da Argentina, a praça em frente à agência de correios foi transformada em um estacionamento. Em 1983, o estacionamento volta a ser uma praça. O edifício foi designado um Monumento Histórico Nacional em 1997. A maior parte de suas atividades postais foram transferidas para uma estrutura mais recente, restando somente serviços de correio internacional; Em 2005, seu último departamento postal foi fechado.
Aproximando-se as comemorações do Bicentenário Revolução de Maio, o governo nacional decidiu instalar no edifício histórico o Centro Cultural Bicentenário e convocou, em 2006, um concurso internacional para decidir a elaboração do novo projeto. No concurso foram apresentadas mais de 340 empresas de arquitetura de mais de 20 países. O primeiro prêmio foi atribuído em novembro do mesmo ano, por decisão unânime do júri, aos escritórios de arquitetura B4FS e Becker-Ferrari. O trabalho de restauro começou no início de 2010 e sua abertura final foi realizada em 21 de maio de 2015 pela ex-presidente Cristina Fernández de Kirchner, como parte das celebrações da Revolução de Maio.

## Mudança de nome
Em Março 2024, a gestão do Presidente Javier Milei anunciou que iria mudar o nome do Centro Cultural, não usando mais o nome de ex-presidente Kirchner por estar ligado à corrupção. A mudança finalmente entrou em vigor em maio do mesmo ano e foi decretada como Palácio Liberdade (Palacio Libertad em espanhol). 

## Galeria

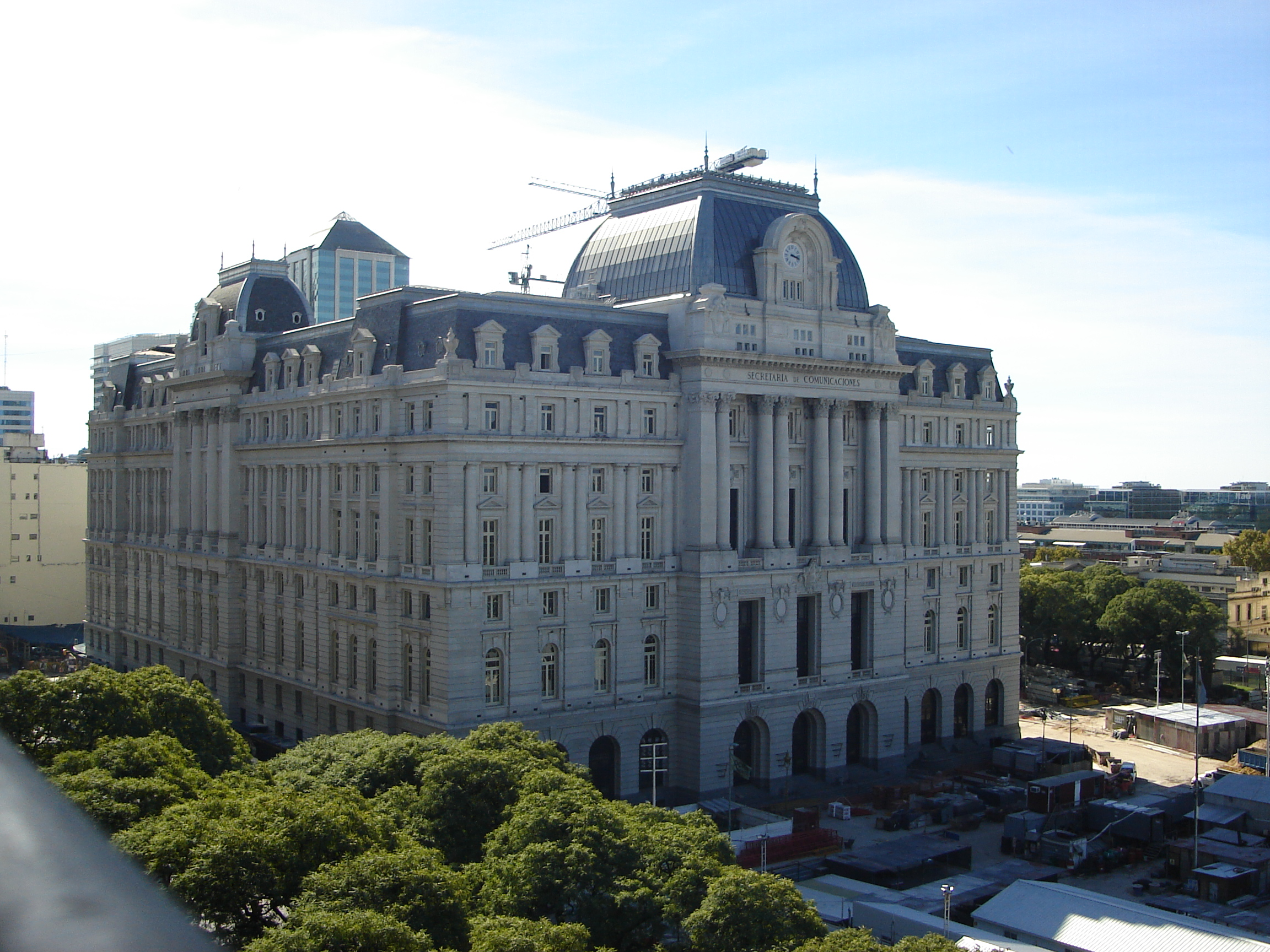
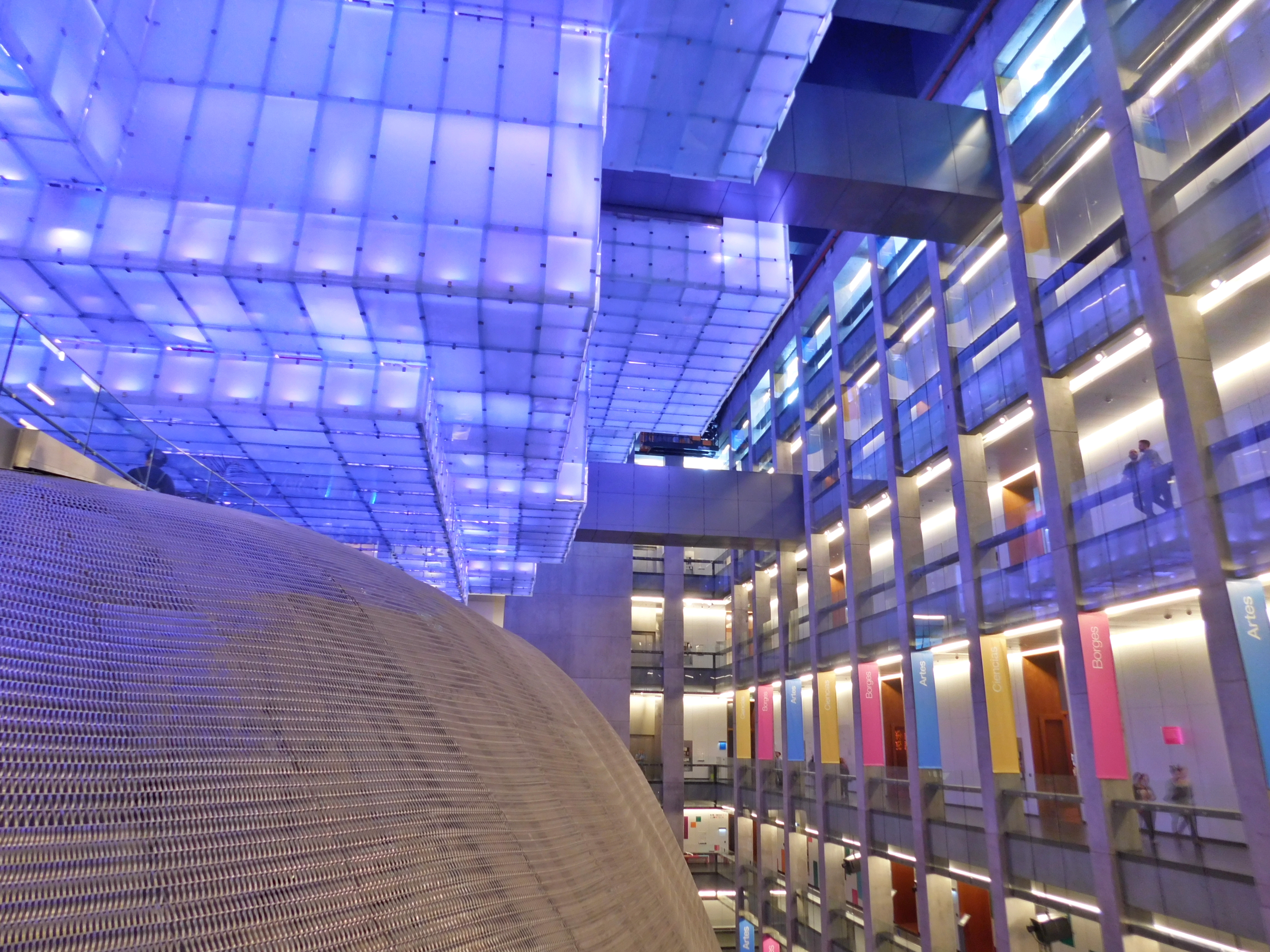
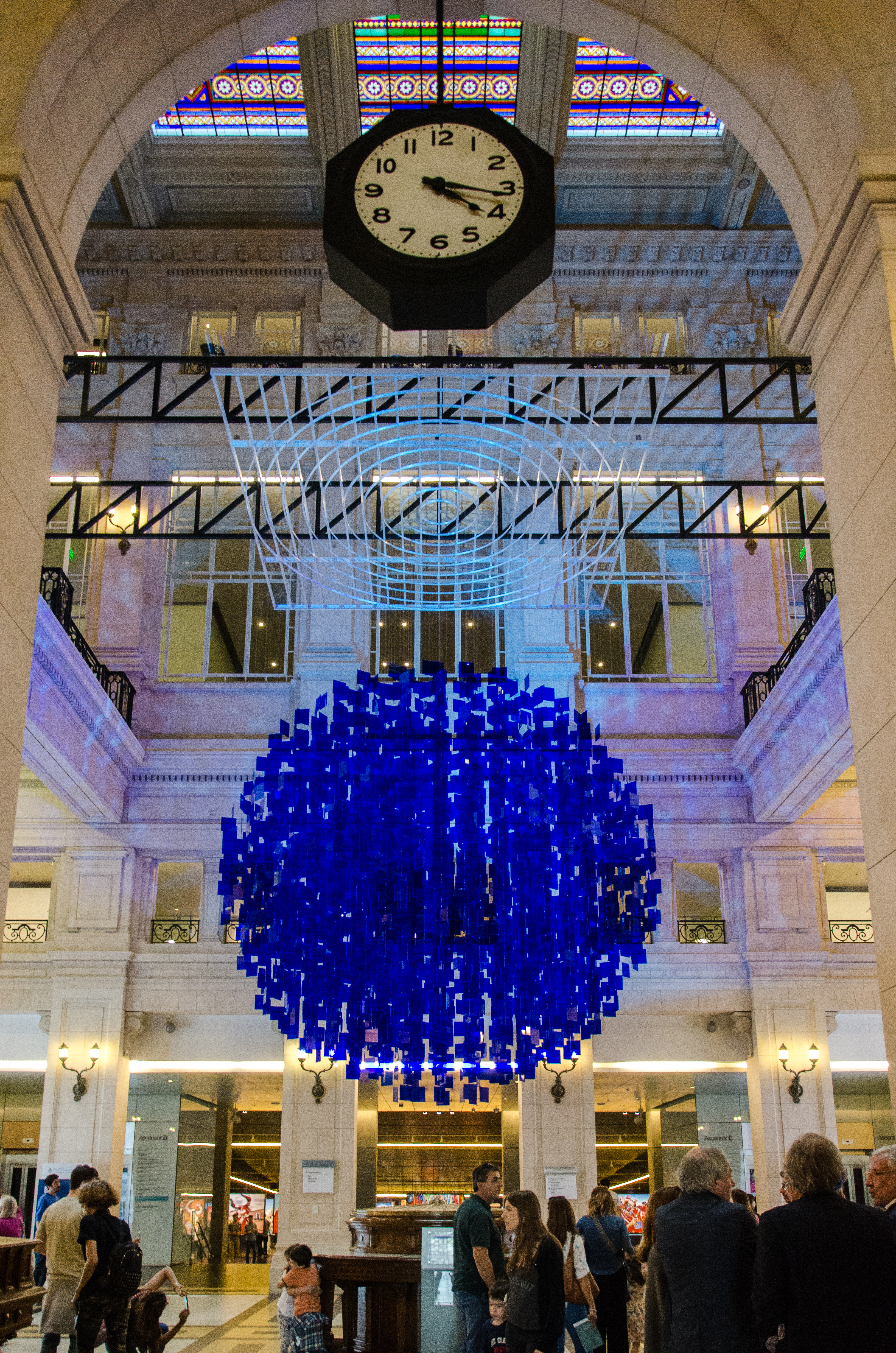
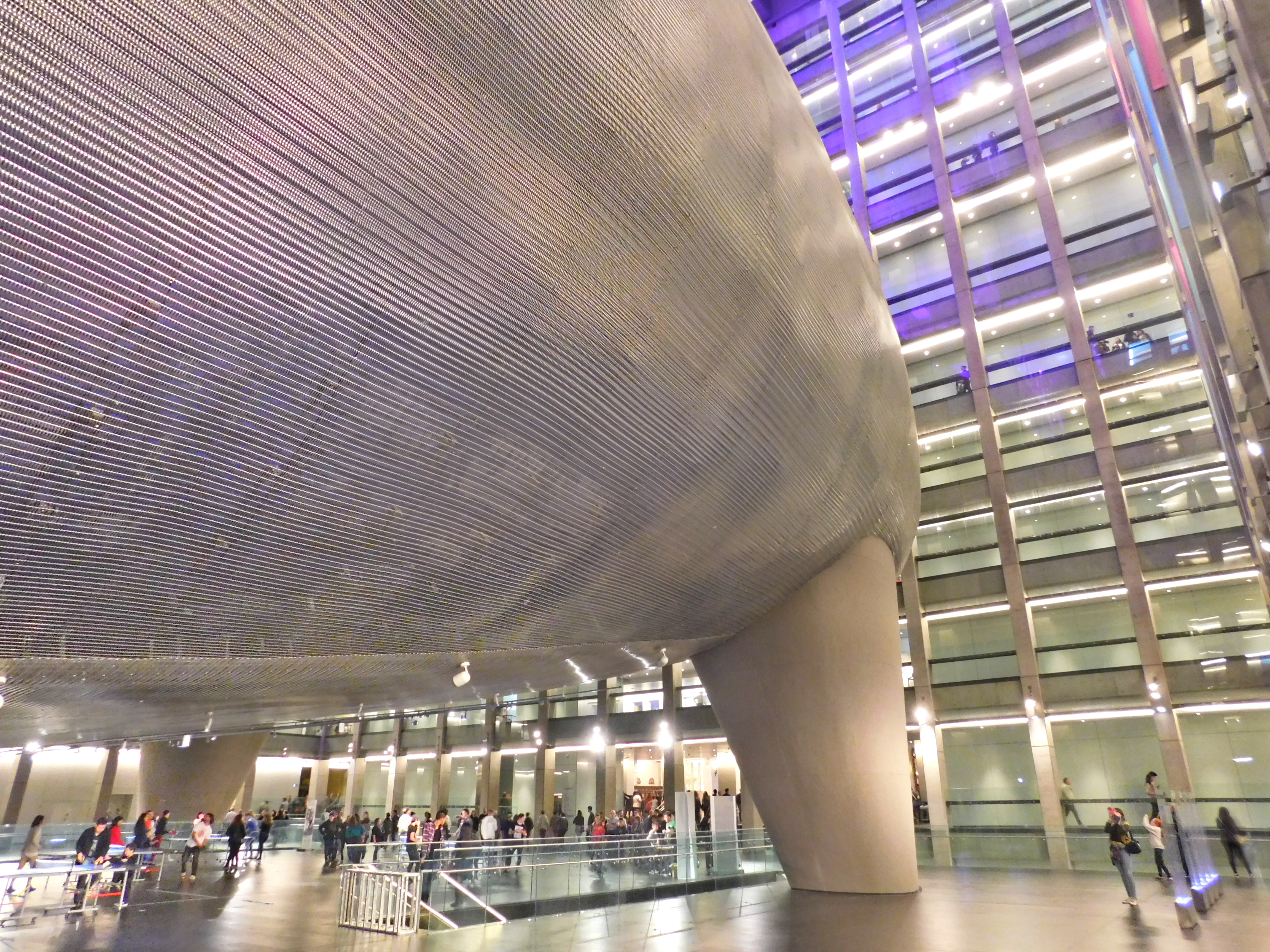
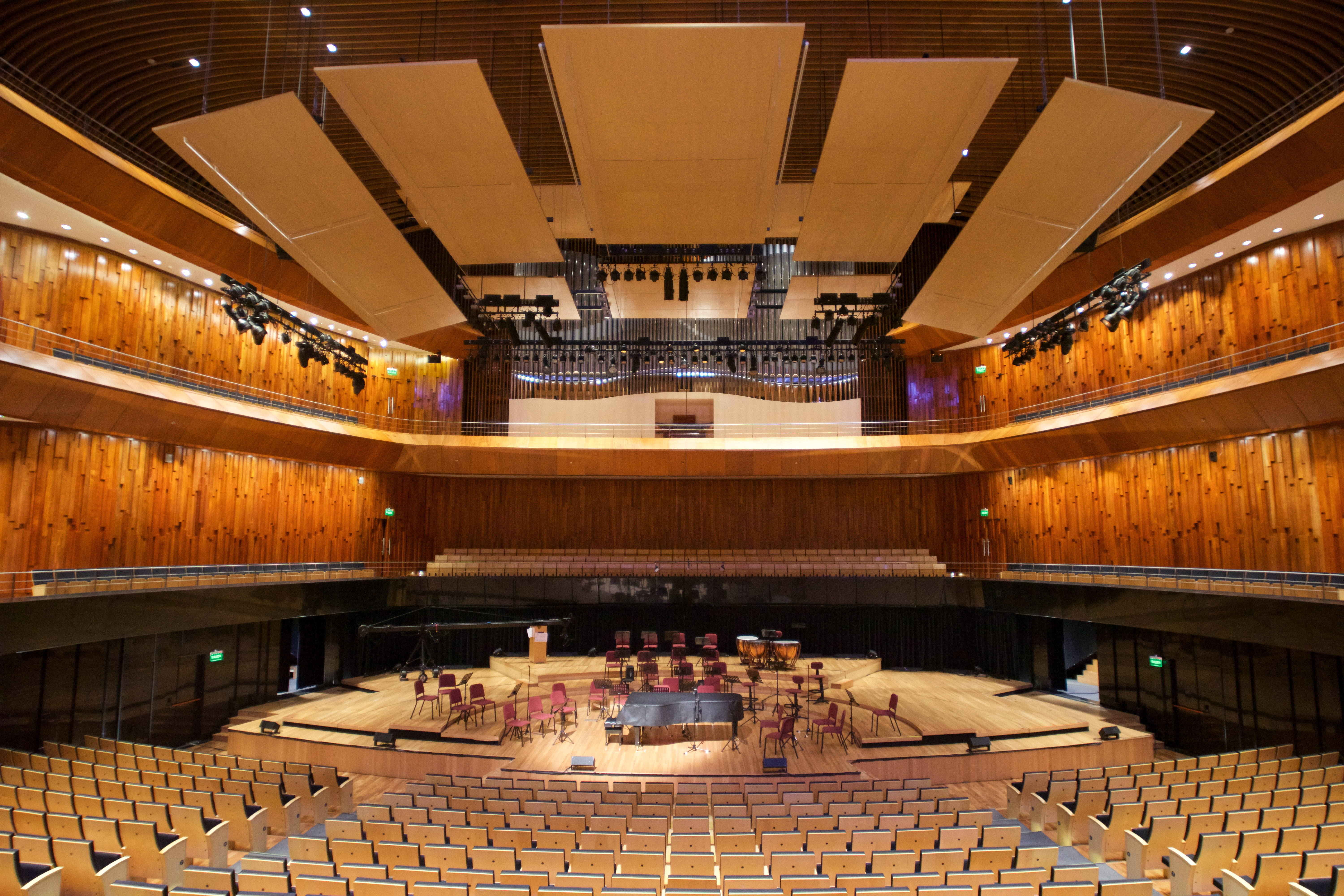